# Чёрная Слобода (Путятинский район)
Чёрная Слобода — село в Путятинском районе Рязанской области, входит в состав Береговского сельского поселения.

## Географическое положение
Село расположено на берегу реки Пара в 7 км на юго-запад от центра поселения села Береговое и в 25 км на запад от райцентра села Путятино.

## История
Село Чёрная слобода с церковью Преображения упоминается в писцовых книгах 1630 года, где она значится в Старорязанском стану, в вотчине Никифора Рахманова-Вельяминова.
По окладным книгам 1676 года в том селе показана церковь Всемилостивого Спаса Нерукотворенного образа, но замечено, что в старых писцовых книгах та церковь писана Преображения Господня. Каменная Спасская церковь в селе построена действительным статским советником Петром Ивановичем Вельяминовым-Зерновым и освящена в 1729 году по храмосвятной грамоте, данной преосвящ. Лаврентием на имя Феофана, настоятеля Песоченской Покровской пустыни. Находящиеся при Спасской церкви приделы в честь Василия блаженного и св. Димитрия Ростовского устроены в 1818 году коллежским советником Ильей Михайловичем Коваленским, которым пожертвована в Спасскую церковь икона Нерукотворенного образа, принадлежавшая исстари роду Коваленских и находившаяся прежде в селе Покровском Московского уезда. В 1866 году А. И. Кошелевым в селе была открыта школа, в которой местные священники состояли первоначально наставниками, а потом законоучителями, по переходе школы в заведование земства.

### Административно-территориальная принадлежность
К 1630 году село значится в Старорязанском стане Рязанского уезда.
В XIX — начале XX века село входило в состав Песочинской волости Сапожковского уезда Рязанской губернии.
С 1929 года село являлось центром Чернослободского сельсовета Шиловского района Рязанского округа Московской области, с 1937 года — в составе Путятинского района, с 1937 года — в составе Рязанской области, с 1963 года — в составе Шиловского района, с 1977 года — в составе Путятинского района, с 2005 года — в составе Береговского сельского поселения.

## Население
| 1859 | 1897 | 1906 | 2010 |
| ---- | ---- | ---- | ---- |
| 650  | ↗670 | ↗844 | ↘22  |

## Инфраструктура
Личное подсобное хозяйство с зоной сельскохозяйственного использования, индивидуальная застройка усадебного типа. В 1906 году в селе было 132 двора.

## Достопримечательности, памятные места
В селе расположена действующая Церковь Спаса Нерукотворного Образа (1732).

## Транспорт
Деревня доступна автотранспортом.